# Mario Bolatti
Mario Ariel Bolatti (født 17. februar 1985 i Mar Chiquita, Argentina) er en argentinsk fodboldspiller, der spiller som central midtbanespiller i Boca Unidos i sit hjemland. Han har spillet for klubben siden 2017. Tidligere har han blandt andet optrådt for de argentinske klubber Belgrano og Huracán, for portugisiske FC Porto, samt for italienske Fiorentina.

## Landshold
Bolatti står (pr. 22. marts 2018) noteret for tolv kampe og én scoring for Argentinas landshold, som han debuterede for i 2009. Han va en del af den argentinske trup til VM i 2010 i Sydafrika.